# Tetraclipeoides dentiger
Tetraclipeoides dentiger är en skalbaggsart som beskrevs av Leconte 1858. Tetraclipeoides dentiger ingår i släktet Tetraclipeoides och familjen Aphodiidae. Inga underarter finns listade i Catalogue of Life.